# Riley Ridley
Cavin Riley Ridley (21 luglio 1996) è un giocatore di football americano statunitense che milita nel ruolo di wide receiver per i Chicago Bears della National Football League (NFL).

## Carriera professionistica

### Chicago Bears
Ridley fu scelto nel corso del quarto giro (1263º assoluto) del Draft NFL 2019 dai Chicago Bears. Durante la sua stagione da rookie fu attivo solo una volta nelle prime 11 partite: nella settimana 4 contro i Minnesota Vikings. A causa degli infortuni degli altri ricevitori iniziò ad aumentare i minuti in campo nella settimana 13 contro i Detroit Lions, e ricevette il suo primo passaggio la settimana successiva contro i Dallas Cowboys. La sua prima stagione si chiuse con 6 ricezioni per 69 yard in 5 presenze, nessuna delle quali come titolare.

## Famiglia
Il fratello, Calvin Ridley, gioca anch'egli come wide receiver nella NFL per gli Atlanta Falcons.